# Saša Ćurčić
Saša Ćurčić (ser. Саша Ћурчић, ur. 14 lutego 1972 w Belgradzie) – serbski piłkarz grający na pozycji pomocnika. W swojej karierze 14 razy wystąpił w reprezentacji Jugosławii i zdobył w niej 1 gola.

## Kariera klubowa
Karierę piłkarską Ćurčić rozpoczynał w klubach 25. maj Kovilovo, Pionir Besni Fok i Trudbenik. Następnie został zawodnikiem OFK Beograd. W 1991 roku zadebiutował w nim w jugosłowiańskiej pierwszej lidze. Grał w nim do 1993 i wtedy też odszedł do Partizana Belgrad. W sezonie 1993/1994 i 1995/1996 wywalczył z Partizanem mistrzostwo Jugosławii. W 1994 roku zdobył też Puchar Jugosławii.
Na początku 1996 roku Ćurčić przeszedł do Boltonu Wanderers. Wiosną 1996 spadł z nim z Premier League do Division One. Wtedy też odszedł do Aston Villi, w której zadebiutował 23 sierpnia 1996 w wygranym 2:0 domowym meczu z Derby County. W Aston Villi grał do 1997 roku, a w 1998 przeszedł do Crystal Palace, z którym spadł do Division One.
W 1999 roku Ćurčić został piłkarzem klubu Major League Soccer, MetroStars z Nowego Jorku. W 2000 roku przeszedł do szkockiego Motherwellu, a następnie wrócił do Serbii i przez sezon grał w Obiliciu Belgrad. W nim też zakończył w 2001 roku karierę piłkarską.
| Sezon   | Klub             | Kraj              | Rozgrywki           | Mecze | Bramki |
| ------- | ---------------- | ----------------- | ------------------- | ----- | ------ |
| 1990/91 | OFK Beograd      | Jugosławia        | Prva liga           | 3     | 0      |
| 1991/92 | OFK Beograd      | Jugosławia        | Prva liga           | 25    | 2      |
| 1992/93 | OFK Beograd      | Jugosławia        | Prva liga           | 32    | 0      |
| 1993/94 | Partizan Belgrad | Jugosławia        | Prva liga           | 33    | 8      |
| 1994/95 | Partizan Belgrad | Jugosławia        | Prva liga           | 31    | 6      |
| 1995/96 | Partizan Belgrad | Jugosławia        | Prva liga           | 10    | 2      |
| 1995/96 | Bolton Wanderers | Anglia            | Premier League      | 28    | 4      |
| 1996/97 | Aston Villa      | Anglia            | Premier League      | 22    | 0      |
| 1997/98 | Aston Villa      | Anglia            | Premier League      | 7     | 0      |
| 1997/98 | Crystal Palace   | Anglia            | Premier League      | 8     | 1      |
| 1998/99 | Crystal Palace   | Anglia            | Division One        | 15    | 4      |
| 1999    | MetroStars       | Stany Zjednoczone | Major League Soccer | 9     | 2      |
| 1999/00 | Motherwell F.C.  | Szkocja           | Premier League      | 5     | 0      |
| 2000/01 | Obilić Belgrad   | Jugosławia        | Prva liga           | ?     | ?      |

## Kariera reprezentacyjna
W reprezentacji Jugosławii Ćurčić zadebiutował 30 października 1991 roku w przegranym 1:3 towarzyskim spotkaniu z Brazylią. W swojej karierze grał między innymi w eliminacjach do MŚ 1998. W kadrze narodowej grał do 1998 roku i łącznie rozegrał w niej 14 meczów, w których strzelił 1 gola.
| Mecze i gole w reprezentacji | Mecze i gole w reprezentacji | Mecze i gole w reprezentacji | Mecze i gole w reprezentacji | Mecze i gole w reprezentacji | Mecze i gole w reprezentacji | Mecze i gole w reprezentacji |
| #                            | Data                         | Stadion                      | Rywal                        | Wynik                        | Gol                          | Rozgrywki                    |
| 1991                         | 1991                         | 1991                         | 1991                         | 1991                         | 1991                         | 1991                         |
| ---------------------------- | ---------------------------- | ---------------------------- | ---------------------------- | ---------------------------- | ---------------------------- | ---------------------------- |
| 1.                           | 30.10.1991                   | Varginha, Brazylia           | Brazylia                     | 1:3                          | 0                            | towarzyski                   |
| 1995                         |                              |                              |                              |                              |                              |                              |
| 2.                           | 30.01.1995                   | Hongkong, Hongkong           | Hongkong                     | 3:1                          | 0                            | Carlsberg Cup 1995           |
| 3.                           | 04.02.1995                   | Hongkong, Hongkong           | Korea Południowa             | 1:0                          | 0                            | Carlsberg Cup 1995           |
| 4.                           | 31.03.1995                   | Belgrad, Jugosławia          | Urugwaj                      | 1:0                          | 0                            | towarzyski                   |
| 5.                           | 31.05.1995                   | Belgrad, Jugosławia          | Rosja                        | 1:2                          | 0                            | towarzyski                   |
| 6.                           | 20.09.1995                   | Saloniki, Grecja             | Grecja                       | 2:0                          | 1                            | towarzyski                   |
| 1996                         |                              |                              |                              |                              |                              |                              |
| 7.                           | 27.03.1996                   | Belgrad, Jugosławia          | Rumunia                      | 1:0                          | 0                            | towarzyski                   |
| 8.                           | 24.04.1996                   | Belgrad, Jugosławia          | Wyspy Owcze                  | 3:1                          | 0                            | el. MŚ 1998                  |
| 9.                           | 23.05.1996                   | Shimizu, Japonia             | Meksyk                       | 0:0                          | 0                            | Kirin Cup 1996               |
| 10.                          | 26.05.1996                   | Tokio, Japonia               | Japonia                      | 0:1                          | 0                            | Kirin Cup 1996               |
| 11.                          | 10.11.1996                   | Belgrad, Jugosławia          | Czechy                       | 1:0                          | 0                            | el. MŚ 1998                  |
| 1997                         |                              |                              |                              |                              |                              |                              |
| 12.                          | 07.02.1997                   | Hongkong, Hongkong           | Rosja                        | 1:1 k. 5:6                   | 0                            | Carlsberg Cup 1997           |
| 13.                          | 10.02.1997                   | Hongkong, Hongkong           | Hongkong                     | 3:1                          | 0                            | Carlsberg Cup 1997           |
| 1998                         |                              |                              |                              |                              |                              |                              |
| 14.                          | 23.09.1998                   | São Luís, Brazylia           | Brazylia                     | 1:1                          | 0                            | towarzyski                   |